# James Carrell
Pour les articles homonymes, voir Carrell.
James Baldwin Carrell (né en 1940) est un mathématicien américain et canadien, professeur émérite de mathématiques à l'Université de la Colombie-Britannique, Vancouver, Colombie-Britannique, Canada. Ses domaines de recherche sont la géométrie algébrique, la théorie de Lie (en), les groupes de transformation (en) et la géométrie différentielle.

## Formation
Il obtient son doctorat à l'Université de Washington (Seattle) sous la direction de Carl Allendoefer.
En 1970 il travaille au département de mathématiques de l'université Purdue à Lafayette, Indiana.
De 1973 à 2005 il est Professeur de mathématiques à l'université de la Colombie-Britannique, Vancouver. Puis il est devenu professeur émérite.
Il prouve des théorèmes du calcul de Schubert sur les singularités des variétés de Schubert. Le théorème de Carrell – Liebermann sur l'ensemble zéro d'un champ vectoriel holomorphe est utilisé en géométrie algébrique complexe.

## Distinctions
En 1971, avec Jean Dieudonné, il reçoit le prix Leroy P. Steele pour l'article Invariant theory, old and new ,.
Il est membre de l'American Mathematical Society.

## Publications
- James B. Carrell: The Cohomology Ring of a Smooth Manifold. Dissertation, University of Washington, 1967, in: Transactions of the American Mathematical Society. vol 136, 1969, p. 489–498 (JSTOR:1994728)
- James B. Carrell et Jean Dieudonné: Invariant theory, old and new. Academic Press, New York und London 1971,  (ISBN 0-12-215540-8) (in Advances in mathematics. vol 4, N° 1, 1970, p. 1–80, doi:10.1016/0001-8708(70)90015-0)
- James B. Carrell [et a.]: Topics in the theory of algebraic groups (= Notre Dame mathematical lectures, vol 10). University of Notre Dame Press, Notre Dame, Indiana 1982,  (ISBN 0-268-01843-X)
- James B. Carrell (éd.): Group actions and vector fields. Proceedings of a Polish-North American seminar held at the University of British Columbia, January 15–February 15, 1981 (= Lecture notes in mathematics, vol 956). Springer, Berlin 1982,  (ISBN 3-540-11946-9), doi:10.1007/BFb0101503
- James B. Carrell, Anthony V. Geramita et Peter Russell (éd.): Proceedings of the 1984 Vancouver Conference in Algebraic Geometry (= Canadian Mathematical Society. Conference proceedings, vol 6). American Mathematical Society, Providence, Rhode Island 1986,  (ISBN 0-8218-6010-0); Nachdruck: 1990 (numérique)
- James B. Carrell und Ram Murty (Hrsg.): Canadian Mathematical Society = Société mathématique du Canada, 1945–1995. vol 3: Invited papers = Articles sollicités. Canadian Mathematical Society, Ottawa, Ontario 1996,  (ISBN 0-919558-08-9)
- Andrzej Białynicki-Birula, James B. Carrell, Peter Russell et Dennis M. Snow (éd.): Group Actions and Invariant Theory. Proceedings of the 1988 Montreal conference (= Canadian Mathematical Society, Conference proceedings, Band 10). American Mathematical Society, Providence, Rhode Island 1989,  (ISBN 0-8218-6015-1) (numérique)
- Andrzej Białynicki-Birula: Algebraic Quotients. James B. Carrell: Torus Actions and Cohomology. William M. McGovern: The Adjoint Representation and the Adjoint Action (= Encyclopaedia of mathematical sciences, vol 131). Springer, Berlin 2002,  (ISBN 3-540-43211-6) (numérique)